# Morgan Johansson
Tomas Morgan Johansson (Höganäs, 14 de mayo de 1970) es un político sueco del Partido Socialdemócrata Sueco. Se desempeñó como vice primer ministro de 2019 a 2022, ministro de Justicia de 2014 a 2022 y como ministro del Interior de 2021 a 2022, habiendo ocupado previamente ese cargo de 2017 a 2019. También se desempeñó como ministro de Migración y Política de Asilo de 2014 a 2017 y nuevamente de 2019 a 2021
Johansson fue anteriormente ministro de Salud Pública y Servicios Sociales en el Gabinete de Persson de 2002 a 2006 y ha sido miembro del Riksdag del distrito electoral del sur del condado de Skåne desde las elecciones de 1998. Como miembro de la oposición, fue presidente del Comité de Justicia del Riksdag de 2010 a 2014.

## Carrera profesional

### Carrera temprana
Johansson trabajó como periodista y redactor editorial para el diario socialdemócrata Arbetet Nyheterna entre 1994 y 1997 y como experto político en la Oficina del Primer Ministro entre 1997 y 1998.
En 2010, el autor Christer Isaksson describió a Johansson como miembro de la facción de izquierda del Partido Socialdemócrata. También es miembro de la Asociación Humanista Sueca y anteriormente formó parte de la junta de la asociación.

### Ministerio de Justicia
Johansson fue nombrado ministro de Justicia el 3 de octubre de 2014 en el gabinete de Stefan Löfven.
El 23 de marzo de 2015, Johansson fue atacado en el centro de asilo del hospital Broby en Broby, municipio de Östra Göinge, Skåne. Un hombre de 25 años cargó contra Johansson y lo roció con un extintor de incendios. El atacante fue detenido rápidamente y Johansson no resultó herido en lo que se denominó asalto premeditado.
En noviembre de 2019, los Demócratas de Suecia emitieron un voto de censura a Johansson debido a la escalada del crimen de pandillas y la campaña de bombardeos en curso. El voto de censura fue apoyado por el Partido Moderado y los Demócratas Cristianos, pero con 151 votos contra los 175 necesarios, no tuvo suficientes votos en el Riksdag para llevarse a cabo. La moción de censura fue interpretada como una señal de esos tres partidos de oposición de que el gobierno estaba perdiendo el control de la situación.
El 26 de diciembre de 2020, durante la pandemia de COVID-19, se vio a Johansson comprando en Nova Lund, un pequeño centro comercial en Lund. Iba acompañado de varios guardaespaldas. Esto fue criticado porque violó las recomendaciones de la Agencia de Salud Pública de Suecia. El primer ministro Stefan Löfven condenó el acto y dijo que fue "descuidado".
El 12 de diciembre de 2021, Johansson declaró que la policía de Estocolmo había fracasado en la lucha contra el crimen. También mencionó que los municipios que fracasaron en la lucha contra el crimen podrían aprender de los que lo hicieron con éxito. También especificó que había límites sobre hasta dónde llegaría el gobierno en lo que respecta a la legislación. También dijo que no quería ir más allá con los registros corporales y el aumento del límite para excluir a miembros de pandillas criminales graves.
El 2 de junio de 2022, los Demócratas de Suecia anunciaron una moción de censura a Johansson debido a lo que percibieron como inacción contra las bandas criminales. La moción fue apoyada por los moderados, los demócratas cristianos y los Liberales. La primera ministra Magdalena Andersson calificó la moción de "irresponsable" y podría tener "graves consecuencias", y agregó que si se aprueba, todo el gobierno renunciaría. El propio Johansson afirmó que los partidos de oposición estaban utilizando ataques contra su persona y argumentó que no tenían mejores soluciones para reducir el reclutamiento de personas en bandas criminales. Finalmente, la moción fracasó con 174 votos a favor, uno menos de los 175 requeridos, siendo la independiente Amineh Kakabaveh el voto clave para abstenerse.